# Bundesgenossenkrieg (Hellenismus)
Der Bundesgenossenkrieg (auch Aitolischer Krieg) von 220 bis 217 v. Chr. war eine militärische Auseinandersetzung zwischen zwei griechischen Bündnissen, welche unter der Führung Makedoniens und des Aitolischen Bundes standen.

## Ursache und Ausbruch
Die Verknüpfung zweier politischer Konflikte führte zum Ausbruch des Bundesgenossenkrieges: Der neue makedonische Königs Philipp V. wollte die hegemoniale Stellung Makedoniens in Griechenland weiter ausbauen und geriet dabei in Konflikt mit den Aitolern. Der Achaiische Bund wünschte sein Staatsgebiet auf die gesamte Peloponnes auszudehnen, wobei ihm Sparta und Elis im Wege standen.
Die Messenier riefen den Achaiischen Bund zur Hilfe gegen wiederholte Plünderungen der Aitoler. Da die Achaier gegenüber dem Aitolischen Bund jedoch das Nachsehen hatten, schaltete sich Philipp V. von Makedonien ein. Dieser vermittelte die Aufnahme Messeniens in den Achaiischen Bund und versprach, gegen die Aitoler vorzugehen. Diese wiederum schlossen eine Allianz mit Sparta und Elis, um die Hegemonie Makedoniens in Griechenland brechen zu können.

## Verlauf und Friedensschluss

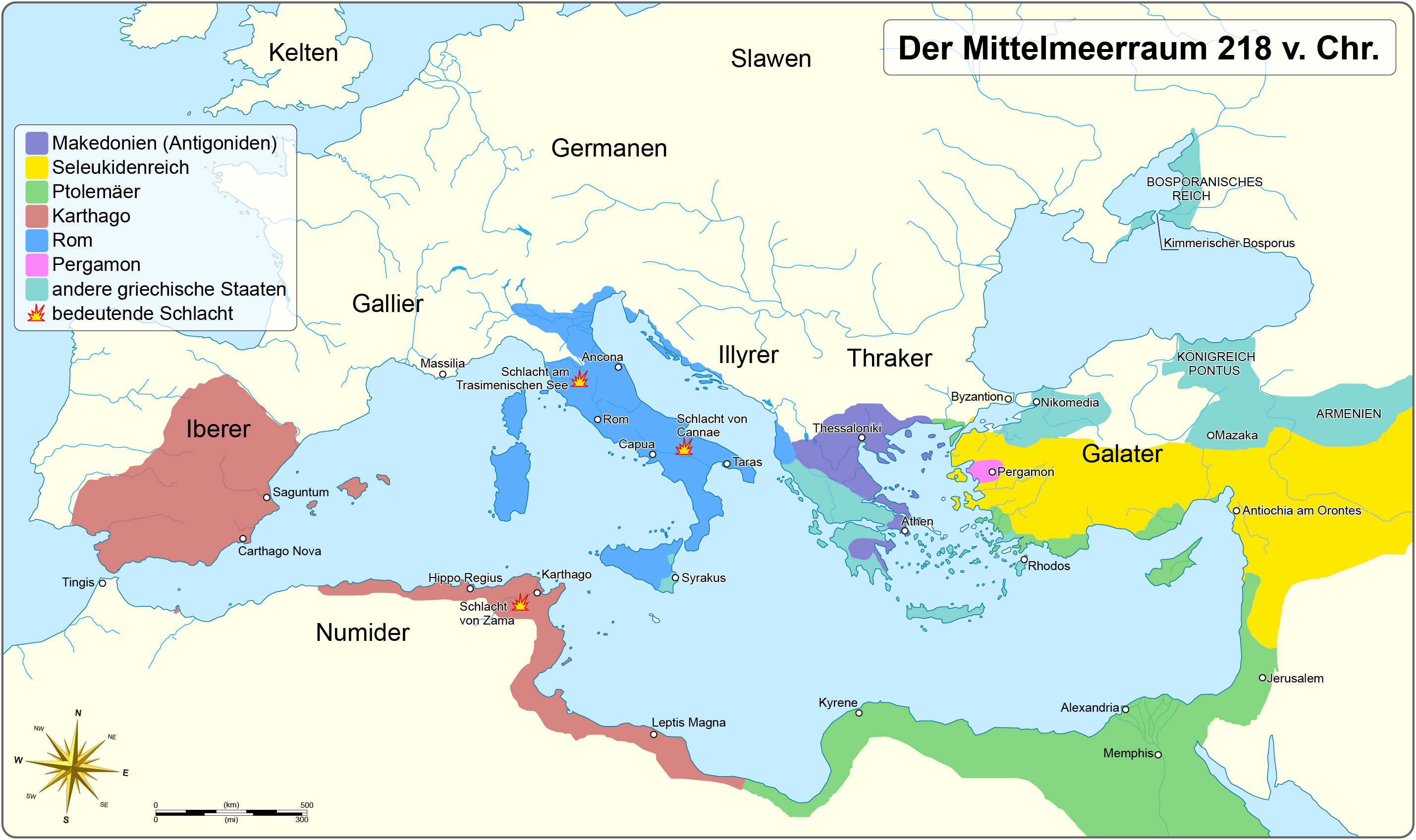
Der Mittelmeerraum 218 v. Chr.

Beide Kriegsparteien wichen einer Entscheidungsschlacht aus, doch wurden die politischen Verhältnisse in Griechenland durch Plünderungen und Piraterie zerrüttet. Dies betraf nicht nur die kleineren Staaten wie Akarnanien, Epiros und Boiotien, welche sich in einer Symmachie mit Makedonien befanden, sondern auch neutrale Mächte wie Athen, Rhodos oder die ptolemäische Monarchie.
Nach Hannibals großem Sieg in der Schlacht am Trasimenischen See 217 v. Chr. gegen die Römer drohte eine Verschiebung der mediterranen Machtverhältnisse. Um freie Hand zu bekommen, schloss Philipp V. deshalb mit dem Aitolischen Bund den Frieden von Naupaktos, in welchem der Status quo anerkannt wurde. Makedonien und die Achaier sind als Sieger des Krieges anzusehen: Einerseits wurde die Peloponnes weitgehend unter ihre Kontrolle gebracht, andererseits hatten die Aitoler Teile ihrer Randgebiete an Makedonien verloren.